# Hyalosphenia
Hyalosphenia – rodzina ameb należących do gromady Tubulinea wchodzącej w skład supergrupy Amoebozoa.
Należą tutaj następujące gatunki:
- Hyalosphenia elegans Leidy, 1879[2]
- Hyalosphenia minuta Cash, 1891[3]
- Hyalosphenia papilio Leidy, 1875[2]
- Hyalosphenia subflava Cash, 1909[3]